# Condado de Logan (Nebraska)
O Condado de Logan é um dos 93 condados do estado norte-americano de Nebraska. A sede do condado é Stapleton, que é também a sua maior cidade. O condado tem uma área de 1479 km² (dos quais 0 km² estão cobertos por água), uma população de 774 habitantes, e uma densidade populacional de 0,5 hab/km² (segundo o censo nacional de 2000). O condado foi fundado em 1885 e o seu nome é uma homenagem ao militar e político John Alexander Logan (1826-1886), que foi general do Exército da União e senador pelo estado do Illinois.